# R. H. Bing
R.H. Bing (20 octobre 1914 - 28 avril 1986) est un mathématicien américain qui a travaillé principalement dans les domaines de la topologie géométrique et de la théorie du continuum.

## Apports mathématiques
Les recherches mathématiques de Bing portent presque exclusivement sur la théorie des variétés 3 et, en particulier, sur la topologie géométrique de {\displaystyle \mathbb {R} ^{3}}. Le terme topologie de type Bing est inventé pour décrire le style des méthodes utilisées par Bing.
Bing établit sa réputation au début de 1946, peu après avoir terminé son doctorat, en résolvant le problème de caractérisation de la sphère de Kline. En 1948, il prouve que le pseudo-arc est homogène, contredisant une "preuve" publiée mais erronée indiquant le contraire.
En 1951, il prouve des résultats concernant la métrisabilité des espaces topologiques, notamment ce que l'on appelle plus tard le théorème de métrisation de Bing-Nagata-Smirnov.
En 1952, Bing montre que le double d'une Sphère cornue d'Alexander est la 3-sphère. Cela montre l'existence d'une involution sur la sphère 3 avec un ensemble de points fixes égal à une sphère 2 sauvagement intégrée, ce qui signifie que la conjecture originale de Smith devait être formulée dans une catégorie appropriée. Ce résultat relance également la recherche sur les cubes froissés. La preuve implique une méthode développée plus tard par Bing et d'autres dans un ensemble de techniques appelées rétrécissement de Bing. Les preuves de la conjecture généralisée de Schoenflies et du théorème de double suspension reposent sur le rétrécissement de type Bing.
Bing est fasciné par la conjecture de Poincaré et tente sans succès de s'y attaquer, contribuant à la réputation de la conjecture comme très difficile. Il montre qu'une 3-variété simplement connectée et fermée avec la propriété que chaque boucle est contenue dans une 3-boule est homéomorphe à la 3-sphère. Bing est chargé d'initier des recherches sur la conjecture de la propriété P, ainsi que sur son nom, en tant que version potentiellement plus traitable de la conjecture de Poincaré. Il est prouvé en 2004 comme l'aboutissement de travaux dans plusieurs domaines des mathématiques. Avec une certaine ironie, cette preuve est annoncée quelque temps après que Grigori Perelman ait annoncé sa preuve de la conjecture de Poincaré.
Le théorème d'approximation latérale est considéré par Bing comme l'une de ses principales découvertes. Il a de nombreuses applications, notamment une preuve simplifiée du théorème de Moise, qui stipule que chaque variété 3 peut être triangulée d'une manière essentiellement unique.

## Carrière
Bing est chercheur invité à l'Institute for Advanced Study en 1957–58 et de nouveau en 1962–63.
Bing est président du Mathematical Association of America (1963-1964), président de l'American Mathematical Society (1977-1978) et directeur de département à l'Université du Wisconsin à Madison (1958-1960) et à l'Université du Texas à Austin (1975-1977).
Avant d'entrer à l'école doctorale pour étudier les mathématiques, Bing est diplômé du Southwest Texas State Teacher's College (connu aujourd'hui sous le nom d'Université d'État du Texas) et est professeur de lycée pendant plusieurs années. Son intérêt pour l'éducation persiste tout au long de sa vie. Son père s'appelle Rupert Henry, mais la mère de Bing pense que "Rupert Henry" est trop britannique pour le Texas. Elle fait un compromis en l'abrégeant en R.H. (Singh 1986). Par conséquent, R.H. ne représente pas un prénom ou un deuxième prénom.

## Prix et distinctions
Il est membre de l'Académie nationale des sciences (1965), reçoit le Prix Halmos-Ford du MAA (1965)  et est membre de l'Académie américaine des arts et des sciences (1980) . Il est lauréat en 1970 de la Colloquium Lectures (AMS) : « Topology of 3-manifolds ».